# 信州健康ランド
信州健康ランド（しんしゅうけんこうランド　英：Shinshu kenko land）は長野県塩尻市にある株式会社クア・アンド・ホテル（本社：山梨県甲府市）が運営するビジネスホテルと健康ランド一体型施設である。

## 概要
1995年（平成7年）に開業した塩尻市の健康ランドで、日帰り入浴施設と、宿泊施設としてビジネスホテルが併設されている。また、24時間営業のためホテル客室を利用せずに仮眠室を利用しての宿泊も可能となっている。
20種類のお風呂・サウナを有する。宿泊、温浴サービス以外にも、飲食施設やボディケアやアカスリなどのリラクゼーション施設、ゲームコーナー、漫画コーナー、カラオケボックス、麻雀ルームなどの娯楽施設を備えており、温泉施設を中心に、宿泊、食事、リラクゼーション、エンターテインメントが楽しめる複合型の総合温浴宿泊施設として、地域住民および観光客に広く利用されている。

## 沿革
株式会社クア・アンド・ホテルは、1989年（平成元年）に山梨県石和町（現在の笛吹市）に石和健康ランドを開業し、ビジネスホテルと健康ランドを一体化した国内初ビジネスモデルを作った。1995年（平成7年）に長野県塩尻市に信州健康ランド、2002年（平成14年）に静岡県清水市（現：静岡市）に駿河健康ランドを開業した。
信州健康ランドは2024年（令和6年）10月17日より新たな宿泊施設として茶室をリノベーションした一棟貸し切り可能な広さ58平米の平屋建て特別客室「竹里庵」をオープンした。

### 認証資格取得・受賞歴[3]
| 年     | 対象施設             | 認証資格・受賞内容                                             |
| ------ | -------------------- | -------------------------------------------------------------- |
| 2015年 | 信州健康ランド       | 第3回おふろ甲子園決勝大会優勝                                  |
| 2016年 | 信州健康ランド       | 2016年度長野県経営品質賞「長野県知事賞（長野県経営品質大賞）」 |
| 2018年 | クア・アンド・ホテル | はばたく中小企業・小規模事業者300社                            |
| 2020年 | 信州健康ランド       | ニフティ温泉ランキング 「家族に人気な施設 長野県 第3位」       |
| 2021年 | クア・アンド・ホテル | 健康経営優良法人2021                                           |
| 2022年 | クア・アンド・ホテル | 健康経営優良法人2022                                           |
| 2022年 | 信州健康ランド       | ニフティ温泉ランキング「長野県総合第4位」                      |
| 2023年 | クア・アンド・ホテル | 健康経営優良法人2023                                           |
| 2023年 | 信州健康ランド       | ニフティ温泉ランキング「⾧野県総合第2位」                      |
| 2024年 | 信州健康ランド       | ニフティ温泉ランキング「⾧野県総合第2位」                      |

## 館内施設・設備
施設の詳細については公式サイトを参照。

### 大浴場
- お風呂
  - トルマリン露天風呂（岩）（女性露天風呂）
  - 高濃度炭酸泉（女性露天風呂）
  - 深湯流水風呂（岩）（男性露天風呂）
  - 天然ラジウム鉱石風呂
  - 涼み台（男性露天風呂）
  - 全身浴風呂
  - あつ湯
  - 寝ころび湯（男性露天風呂）
  - 信楽陶器風呂（陶器）（男性露天風呂）
  - 信楽家族風呂（陶器）（女性露天風呂）
  - 陶器風呂
  - ジェットバス（超音波・気泡）
  - 寝湯（日替わり）
  - 全身エステ風呂（ジェット）（女性浴室）
  - 薬湯エキス風呂（漢方）
  - 水風呂
- サウナ
  - NEPPAサウナ　100度
  - 塩サウナ　50度
  - 高温サウナ　120度
  - クリスタルサウナ（遠赤外線）46〜48度
- 岩盤浴
  - 男性専用天然ラジウム鉱石岩盤浴　35〜38度
  - 女性専用有料岩盤浴(女性浴室内)

### ホテル客室
- 洋室
- シングル
- ダブル
- ツイン
- 和室
- 和室7.5～12畳
- 【別邸】竹里庵

### 飲食店
- 大広間
- 和食
- 洋食
- 中華
- 焼肉
- 居酒屋

### リラクゼーション施設
- ボディケア
- 足つぼ
- エステ
- あかすり
- カットサロン

### その他
- 売店
- ゲームコーナー
- カラオケ
- 麻雀
- テレビルーム
- マッサージ機コーナー
- チャイルドルーム
- トレーニングルーム・卓球
- インターネット＆マンガコーナー
- 仮眠室

## グループホテル
- 石和健康ランド
- 駿河健康ランド
- 甲府プリンスホテル朝日館